# Abigail McCary
Abigail McCary (Denver, 1982) è una modella statunitense.
Ha rappresentato gli Stati Uniti nel concorso Miss Mondo 2007 tenutosi in Cina con il titolo di Miss Mondo Stati Uniti.
In occasione di Miss Mondo Abigail McCary ha vinto il titolo di Miss Mondo Sport, ed alla fine si è riuscita a classificare fra le prime quindici finaliste.